# Karana
Sono detti Karana i 108 movimenti combinati di mani e piedi nella danza classica indiana, descritti da Natya Shastra probabilmente tra il 200 a.C. ed il 200 d.C.
Sono movimenti che coinvolgono l'intero corpo ma in maniera indipendente. Queste posture e unità di movimento costituiscono il vocabolario di base di una serie di sequenze nel teatro indiano.
Riguardo alle tecniche di esecuzione non ci sono attualmente standard condivisi e accordo sull'interpretazione delle scritture e delle sculture. Lo stesso karana è quindi spesso eseguito in modi diversi nelle varie aree geografiche. Una versione dei Karana molto famosa è quella sviluppata da Padma Subrahmanyam, considerata però non corretta dalle scuole Bharatanatyam più tradizionali.
La parola sanscrita Karana significa "fare" o "facendo".